# La Gran Orquesta Republicana
La Gran Orquesta Republicana est un groupe espagnol de reggae et ska, originaire de Majorque, dans les îles Baléares.

## Style musical
La Gran Orquesta Republicana joue du reggae, du ska, mais également des styles fusion, rock et punk rock. Leurs paroles, toujours en espagnol (à l'exception d'une reprise de L'Estaca), sont fortement critiques sur le plan social et expriment souvent clairement leur idéologie républicaine et de gauche. Nombre de leurs paroles sont des adaptations musicales de textes d'écrivains et de poètes de renom, tels que Mario Benedetti (Te quiero) et, surtout, Eduardo Galeano (Los nadie, Escribo, Mapa del tiempo, et notamment sur l'album Abrazos : Loco, La noche, El miedo global, Pequeña muerte...),,.

## Membres
- Javier Vegas – voix
- Nacho Vegas – saxophone
- Néstor Casas – trompette
- Dídac Buscató – trombone
- Juan A. Molina – guitare
- Jaime Salom – batterie
- Chema Bestard – basse
- José Luis Garcia – percussions

## Discographie

### Albums studio
- 1997 : Todos locos, todos contentos
- 1999 : Lo importante está en tu cabeza
- 2001 : Optimista
- 2004 : Abrazos
- 2014 : Todo es posible

### Singles
- 2000 : Galeano/ Benedetti (Tralla Records/Guasa Records)
- 2001 : Imagina la victoria de los vencidos (Tralla Records)
- 2002 : Sin título (Guasa Record)
- 2004 : Loco (K Industria/Guasa Records)